# Adelės Šiaučiūnaitės trikotažo gamybinis susivienijimas
Adelės Šiaučiūnaitės trikotažo gamybinis susivienijimas (dt. „Adelė-Šiaučiūnaitė-Trikotage-Herstellungsverband“) war die größte Organisation der Leichtindustrie und der größte  Textilunternehmensverband in Sowjetlitauen mit Sitz in Kaunas. Man produzierte Trikotage. Die Unternehmensgruppe beschäftigte 5.700 Mitarbeiter (1981). Sie bestand aus Kauno kojinių fabrikas („Silva“-Fabrik), Kauno trikotažo fabrikas „Audimas“, „Trikotažas“ und Kelmės trikotažo fabrikas. Es gab Zechen in Gaižiūnai (Rajongemeinde Jonava), Jonava, Tytuvėnai, Užventis und Žeimiai.

## Geschichte
1928 gründete man die Fabrik „Silva“, 1935 das Unternehmen und die Fabrik „Trikotažas“ (die Vorgängerfirmen waren Akcinė bendrovė von A. Gluchovskis und L. Raškeso trikotažo dirbtuvė „Jėga“), 1936  die „Audimas“-Trikotage-Fabrik in Kaunas und 1963 die Trikotage-Fabrik in Kelmė. 1937 gründete die Komsomol-Aktivistin Adelė Šiaučiūnaitė die Komsomol-Organisation in der „Silva“-Fabrik. Im Zweiten Weltkrieg wurde die Fabrik geschädigt und 1945 neu gebaut. 1975 bildete man Adelės Šiaučiūnaitės trikotažo gamybinis susivienijimas. Der Hauptbetrieb war die „Silva“-Fabrik. Man produzierte Socken, Halbsocken, Strumpfhosen und Hemde. Von 1977 bis 1990 gab man eine Zeitung „Atšvaitai“ (bis 1989 m. Nr. 9/10 „Kolektyvinis darbas“) zweimal pro Woche mit der Tirage von 1500 Exemplaren (im Jahr 1977) heraus. Im Juli 1985 baute man ein Denkmal an Adelė Šiaučiūnaitė. Der Verband wurde danach zu „Auda“.  Man hatte ein eigenes Firmengeschäft „Rėda“.
1990 wurde der Verband ausformiert. 1991 demontierte man das Šiaučiūnaitė-Denkmal und deponierte man es im Unternehmenslager. 1991 wurde die „Silva“-Fabrik reorganisiert. Aus dem Verband entstanden einige Unternehmen: AB „Silva“, „Silvos trikotažas“, AB „Kelmės trikotažas“, AB „Pakaita“, AB „Trikotažas“ (später AB „Trys sezonai“), UAB „Tributum“, UAB Omniteksas und UAB „Kauno tekstilė“. AB „Trys sezonai“ und AB „Kelmės trikotažas“ wurden später insolvent. Bis heute (2014) existieren die Unternehmen UAB „Omniteksas“, AB „Pakaita“ und UAB „Kauno tekstilė“.
September 2001 schenkte AB „Trikotažas“ das demontierte Adelė-Šiaučiūnaitė-Denkmal dem Park Grūto parkas in Druskininkai.

## Pakaita
1991 trennte sich die Vorhang-Strickwerkstatt von der „Silva“-Fabrik und wurde zum Staatsbetrieb „Pakaita“. Man produzierte die Strickwaren. 1992 wurde das Unternehmen nach der Privatisierung zu Akcinė bendrovė „Pakaita“ (Generaldirektor Algimantas Svilainis). 1997 erzielte man einen Umsatz von 11 Mio. Lt (3 Mio. Euro) und 2013 etwa 18 Mio. Litas (5 Mio. Euro).  2013 startete ein E-Schop. 2014 gab es 96 Mitarbeiter.

## Kelmės trikotažas
Aus der Fabrik Kelmės trikotažo fabrikas gründete man am 1. Oktober 1992 das Unternehmen AB „Kelmės trikotažas“ im Dorf Mažūnai (Amtsbezirk Užventis, Rajongemeinde Kelmė). 1995 hatte man einen Verlust. 1996 beschäftigte das Unternehmen 500 Mitarbeiter. Es produzierte Kleidung für ausländische Firmen aus Kunden-Rohstoffen. 1997 wurde es insolvent. Am 26. Juni 2002 wurde es aufgelöst.

## Silva
Aus Kauno kojinių fabrikas entstand die „Silva“-Fabrik. Aus dieser Fabrik errichtete man das Unternehmen AB „Silva“ (Generaldirektor Vydas Damalakas). Die Fabrik hatte viele Trikotage-Appretur-Geräte und die entsprechende Ausrüstung. AB „Silva“ produzierte Kindersocken. Monatlich färbte man 170 Tonnen Stoffe. Von 1994 bis 1995 exportierte man Socken mehr als alle anderen litauischen Strickfabriken. Nachdem die Materiale und der Strom teurer wurden, konnte man nicht mehr mit den Unternehmen aus der Türkei und Italien wettbewerbsfähig bleiben. „Silva“ brauchte für dieselbe Produktion 6- bis 8-mal so viele Arbeitskräfte. Die Fabrik produzierte 22 Mio. Sockenpaar jährlich. 1997 gab es Kunden aus Italien, Deutschland, Lettland und Estland. Nach der Umstrukturierung 1998 schuldete das Unternehmen 9 Mio. Lt (2,5 Mio. Euro).
Im Auftrag von AB „Trikotažas“ hatte „Silva“ etwa 30–50 Tonnen Produkte im Bereich der Appretur monatlich. 1997 verkaufte UAB „Logista“ 25,59 % Aktien von „Silva“ an Fond „Dobric Consultants LTD“. Litauen hatte 7,85 % Aktien; der andere Teil gehörte den „Silva“-Mitarbeitern. 1998 errichtete „Silva“ ein gemeinsames Unternehmen mit „Vasa Trika“ (Schweden). BĮ UAB „Vasa Trika ir partneriai“ hatte 21 Strickmaschinen und produzierte Trikotagestoffe. „Silva“ hatte 18 % Aktien. Später wurde „Silva“ insolvent.

## Silvos trikotažas
Nach der Insolvenz des Unternehmens AB „Silva“ wurde das Unternehmen UAB „Silvos trikotažas“ von AB „Dirbtinis pluoštas“ und „Juglas manufaktura“ (Lettland) gegründet. Man plante den jährlichen Umsatz von 18 bis 20 mln. Lt. 1999 das Unternehmen UAB „Silvos trikotažas“ (Generaldirektor Vydas Damalakas). Es übernahm die Märkte und die Einrichtungen von AB „Silva“. Das Unternehmen erweiterte sich von Jahr zu Jahr (von 1998 bis 1999 wuchs der Umsatz um 535,5 %) und gehörte zu den 400 größten litauischen Unternehmen. Das Unternehmen stand im Wettbewerb mit „Šilkas“, „Brelytus textil“ und anderen litauischen Unternehmen. Unter den Kunden waren „Utenos trikotažas“, AB „Apranga“, AB „Lėvuo“, AB „Pakaita“, AB „Trikotažas“. Man hatte 30 Partnerfirmen. 1999 erzielte man einen Umsatz von 17 Mio. Lt. 2000 gab es 400 Mitarbeiter. 2000 hatte AB „Dirbtinis pluoštas“ 60 % Aktien des Unternehmens. Die Kleidung verkaufte man in 14 verschiedenen Ländern, von Skandinavien bis Australien. Man exportierte nach Finnland, Lettland, Estland, Italien, Deutschland. 2002 kaufte „Juglas manufaktura“ (Lettland) 100 % Aktien des Unternehmens. Im Mai 2002 wurde das Unternehmen insolvent. Am 8. Januar 2005 wurde es aufgelöst.

## Tributum
Am 10. Juni 2002 wurde UAB „Tributum“ (Färberei der Textil- und Trikotage-Stoffe, Appretur) errichtet. Nach der Insolvenz von „Silvos trikotažas“ wurden 160 ehemalige Mitarbeiter danach beim litauisch-lettischen Unternehmen UAB „Tributum“ (Direktor Vydas Damalakas) eingestellt. 2005 wurde UAB „Tributum“ von UAB „Omniteksas“ gekauft. Somit hängt der gesamte Produktionszyklus ab 2007 nur von „Omniteksas“. Mit niedrigeren Kosten bekam man eine bessere Qualität der Marktinnovationen. Das Unternehmen bietet die Dienstleistungen für mindestens 14 Unternehmen, die bei „Omniteksas“ die Gewebe färben oder Materialien kaufen. 2011 gab es 61 Mitarbeiter. 2014 schuldete „Tributum“ 36.138 Euro an SoDra.

## Omniteksas
2001 wurde das Unternehmen UAB „Omniteksas“ gegründet. Die Gründerin und Direktorin Audronė Pocienė arbeitete früher in der Silva-Fabrik als Ingenieurin, nach welcher Zeit als Leiterin der Näherei. Wenn Silva zu bröckeln begann, etablierte sie „Omniteksas“. Aus Silva-Fabrik kam auch der Kernteam. 2003 erzielte man einen Umsatz 2,7 Mio. Litas. Während des höchsten Wachstums erzielte man 2007 den Jahresumsatz von 20 Millionen Litas (6 Mio. Euro). Man exportiert 78 % der Produktion nach Skandinavien und Russland. 2006 kaufte man eine Strickwerkstatt aus dem schwedischen Partner. Die Warenzeichen des Unternehmens sind „Natalie Silhouette“, „Thermowave“, „Ombre“, „Crazy wave“ und „Bambuk“. Von 2008 bis 2011 wuchs der Umsatz von UAB „Omniteksas“ um 49 %. 2011 erzielte man einen Umsatz von 11 Mio. Euro. 2014 gab es 267 Mitarbeiter. Bei „Omniteksas“ arbeiten vier Designer (drei im Unternehmen in Kaunas und ein in London). Unter Aktionären ist Vydas Damalakas, Direktor für Einkauf von UAB „Omniteksas“. Im Handelsunternehmen UAB „Omnitekso prekyba“, einem Tochterunternehmen von „Omniteksas“, gibt es 36 Mitarbeiter (Direktorin Danuta Fedorovič).

## Kauno tekstilė
2005 wurde das Unternehmen UAB „Kauno tekstilė“ (Direktor Kęstutis Stankus) errichtet. Es befindet sich an der Fernstraße Vilnius-Kaunas. Bis zu 400.000 Trikotage-Stücken können pro Jahr produziert werden.  95 % der Produktion wird ins Ausland (Dänemark, Deutschland, Estland, Finnland und Russland) exportiert. Das Unternehmen hat 250 Stücke von Fertigungsanlagen. 2014 gab es 67 Mitarbeiter.